# 전흡 (조선 후기)
전흡(田潝, ? ~ ?)은 조선 후기의 무신, 정치인으로 본관은 담양(潭陽)이다.
1609년 판관(判官), 1627년(인조 5) 1월 경감군관 첨지(京監軍官 僉知)에 재직 중이었다.
1630년(인조 8년) 8월 11일 혜산첨사(惠山僉使)에 임명되고, 같은 날 인조로부터 궁시(弓矢)를 하사받았다. 1635년(인조 13년) 9월 14일 절충장군 행사도진관 방답수군첨절제사(折衝將軍行蛇渡鎭管防踏水軍僉節制使), 1637년(인조 15년) 12월 2일 부호군(副護軍), 이후 행사용(行司勇) 등을 지냈다.
1643년(인조 21년) 10월 9일 궁궐 내에서 담배를 피워 궁중에 연기가 자욱하게 했다 하여 대사헌 홍무적(洪茂績), 집의 김수익(金壽翼), 장령 이상일(李尙逸), 지평 채성귀(蔡聖龜) 등의 탄핵을 받고 파직되었다. 이들은 서반(西班)의 열좌(列坐) 가운데는 다투어 왜초(倭草 담배)를 피워 온 자리에 연기를 가득 내뿜는 이들이 있었다며, 주동자로 그와 유백선(劉伯善)을 지목하였다. 1646년 7월 복직되고, 사헌부 등이 이를 반대했으나 인조가 듣지 않았다. 1646년 7월 4일 부사직(副司直)이 되었다.

## 가족 관계
- 처 : 우계이씨(羽溪李氏), 이희헌(李希憲)의 딸
- 처 또는 첩 : 전주이씨(全州李氏), 이경인(李敬仁)의 서녀
  - 아들 또는 서자 : 전덕보(田德普)
  - 아들 또는 서자 : 전덕윤(田德潤)
- 장인 : 이희헌(李希憲, 1569년 ~ 1651년)
- 장인 : 이경인(李敬仁, 1575년 ~ 1642년 8월 29일)), 음부사(蔭府使), 통정(通政)
- 처조부 : 인원수 이강(仁原守 李橿, 1551년 12월 4일 ~ 1585년 5월 13일), 무산군 이종(茂山君 李悰)의 차남 영안정 이학수(永安正 李鶴壽)의 손자

## 같이 보기
- 이희헌
- 이경인
- 무산군